# Super Bowl XXII
Super Bowl XXII je bio završna utakmica 68. po redu sezone nacionalne lige američkog nogometa. U njoj su se sastali pobjednici AFC konferencije Denver Broncosi i pobjednici NFC konferencije Washington Redskinsi. Pobijedili su Redskinsi rezultatom 42:10, kojima je to bio drugi osvojeni naslov u eri Super Bowla, a četvrti ukupno u povijesti NFL-a.
Utakmica je odigrana na Jack Murphy Stadiumu u San Diegu u Kaliforniji, kojem je to bilo prvo domaćinstvo Super Bowla.

## Tijek utakmice
| Četvrtina | Vrijeme | Momčad | Informacija o promjeni rezultata                                                        | Rezultat | Rezultat |
| Četvrtina | Vrijeme | Momčad | Informacija o promjeni rezultata                                                        | Broncos  | Redskins |
| --------- | ------- | ------ | --------------------------------------------------------------------------------------- | -------- | -------- |
| 1         | 13:03   | DEN    | touchdown dodavanjem (Elway-Nattiel), uspješan pokušaj za dodatni poen (Karlis)         | 7        | 0        |
| 1         | 9:09    | DEN    | field goal (Karlis)                                                                     | 10       | 0        |
| 2         | 14:07   | WAS    | touchdown dodavanjem (Williams-Sanders), uspješan pokušaj za dodatni poen (Haji-Sheikh) | 10       | 7        |
| 2         | 10:15   | WAS    | touchdown dodavanjem (Williams-Clark), uspješan pokušaj za dodatni poen (Haji-Sheikh)   | 10       | 14       |
| 2         | 6:27    | WAS    | touchdown probijanjem (Smith), uspješan pokušaj za dodatni poen (Haji-Sheikh)           | 10       | 21       |
| 2         | 3:42    | WAS    | touchdown dodavanjem (Williams-Sanders), uspješan pokušaj za dodatni poen (Haji-Sheikh) | 10       | 28       |
| 2         | 1:04    | WAS    | touchdown dodavanjem (Williams-Didier), uspješan pokušaj za dodatni poen (Haji-Sheikh)  | 10       | 35       |
| 4         | 13:09   | WAS    | touchdown probijanjem (Smith), uspješan pokušaj za dodatni poen (Haji-Sheikh)           | 10       | 42       |

## Statistika utakmice

### Statistika po momčadima
| Statistika                                                      | Denver Broncos | Washington Redskins |
| --------------------------------------------------------------- | -------------- | ------------------- |
| Prvih pokušaja                                                  | 18             | 25                  |
| Ukupno osvojenih jardi                                          | 327            | 602                 |
| Broj napada probijanjem                                         | 17             | 40                  |
| Ukupno jardi osvojenih probijanjem                              | 97             | 280                 |
| Broj napada s kompletiranim dodavanjem/ukupno napada dodavanjem | 15/39          | 18/30               |
| Ukupno jardi osvojenih dodavanjem                               | 230            | 322                 |
| Izgubljenih lopti                                               | 3              | 1                   |
| Prekršaji (izgubljenih jardi)                                   | 5 (26)         | 6 (65)              |
| Vrijeme posjeda lopte (min:s)                                   | 26:45          | 33:15               |

### Statistika po igračima
| Quarterback         | Dodavanja* | Yds** | TD*** | Int**** |
| ------------------- | ---------- | ----- | ----- | ------- |
| John Elway (DEN)    | 14/38      | 257   | 1     | 3       |
| Doug Williams (WAS) | 18/29      | 340   | 4     | 1       |

Napomena: * - broj kompletiranih dodavanja/ukupno dodavanja, ** - ukupno jardi dodavanja, *** - broj touchdownova (polaganja), **** - broj izgubljenih lopti